# Kenny Dorham
Kenny Dorham (McKinley Howard Dorham), né le 30 août 1924 à Fairfield (Texas) et mort le 5 décembre 1972 à New York, est un trompettiste et compositeur de jazz américain.

## Biographie
Kenny Dorham commence à apprendre le piano à l'âge de 7 ans. Il passe à la trompette lors de son entrée au Wiley College où il commence des études de pharmacie. En 1942, il est incorporé dans l'armée où il fait partie d'une équipe de boxe.
Libéré en 1943, il fait ses débuts comme musicien professionnel dans l'orchestre de Russell Jacquet. Il s'installe ensuite à New York où il joue pour Dizzy Gillespie, Billy Eckstine, Lionel Hampton et Mercer Ellington. Son timbre rond et doux à la trompette lui vaut le surnom de « Quiet Kenny ». De 1948 à 1950, il fait partie du quintet de Charlie Parker.
Dans les années 1950, on l'entend dans la formation de Thelonious Monk, dans les Jazz Messengers d'Art Blakey et, brièvement, dans le quintette de Max Roach. Il dirige aussi ses propres groupes où l'on peut entendre des musiciens comme Bobby Timmons, Herbie Hancock, Joe Henderson, Charles Davis, Kenny Burrell, Butch Warren, Tony Williams, etc.
De la fin des années 1950 à sa mort en 1972, il est un musicien « free lance » très actif à New York. Comme sideman (pour John Coltrane, Randy Weston, Oliver Nelson, Jackie McLean, Clifford Jordan, Andrew Hill, Milt Jackson, Joe Henderson, Barry Harris, Cedar Walton …) ou comme leader, il participe à de nombreux enregistrements. Parallèlement, il enseigne à la Lennox School of Jazz, puis à la NYU School of Music. Il écrit aussi pour la revue Downbeat.
Il meurt en 1972 des suites d'une maladie rénale.

## Style
Trompettiste représentatif des styles bebop et hard bop, Kenny Dorham est facilement reconnaissable par son articulation singulière et son timbre chaud et feutré. Il brille spécialement dans l'interprétation du blues. Il introduit les rythmes de l'Amérique du sud dans ses compositions ("Una mas"). Sa sensibilité et sa créativité font de lui un des trompettistes les plus fascinants de son époque.
Il est aussi le compositeur de nombreux titres devenus des standards du jazz : « Blue Bossa », « Prince Albert », « Lotus Blossom », « Una Mas », « Whistle Stop »…

## Discographie

### En tant que leader
- 1953 : Kenny Dorham Quintet (Debut)
- 1955 : Afro-Cuban (Blue Note)
- 1956 : 'Round About Midnight at the Cafe Bohemia (Blue Note)
- 1956 : And The Jazz Prophets Vol. 1 (ABC-Paramount ABC-122)
- 1957 : Jazz Contrasts (Riverside) avec Sonny Rollins
- 1957 : 2 Horns / 2 Rhythm (Riverside) avec Ernie Henry
- 1958 : This Is the Moment! (Riverside)
- 1959 : Blue Spring (Riverside) avec Cannonball Adderley
- 1959 : Quiet Kenny (New Jazz)
- 1960 : The Kenny Dorham Memorial Album (Xanadu)
- 1960 : Jazz Contemporary (Time)
- 1960 : Showboat (Time)
- 1961 : Whistle Stop (Blue Note)
- 1961 : Inta Somethin' (Pacific Jazz)
- 1962 : Matador (United Artists)
- 1963 : Una Mas (Blue Note)
- 1963 : Scandia Skies (SteepleChase)
- 1963 : Short Story (SteepleChase)
- 1964 : Trompeta Toccata (Blue Note)
- 2019 : Swedish Sessions - 1964 (Dragon)

### En tant que sideman
Avec Toshiko Akiyoshi
- Toshiko at Top of the Gate (1968)

Avec Dave Bailey
- Bash! (Jazzline, 1961) - réédité sous le nom de Dorham en tant qu'Osmosis (Black Lion) en 1990

Avec Andy Bey
- Andy and the Bey Sisters (1959)

Avec Art Blakey
- At the Cafe Bohemia, Vol. 1|The Jazz Messengers at the Cafe Bohemia Volume 1 (1955)
- At the Cafe Bohemia, Vol. 2|The Jazz Messengers at the Cafe Bohemia Volume 2 (1955)

Avec Rocky Boyd
- Ease It (1961; aka West 42nd Street)

Avec Tadd Dameron
- Fontainebleau (1956)

Avec Lou Donaldson
- Quartet/Quintet/Sextet (1954)

Avec Matthew Gee
- Jazz by Gee (Riverside, 1956)

Avec Herb Geller
- Fire in the West (1957)

Avec Benny Golson
- The Modern Touch (Riverside, 1957)

Avec Barry Harris
- Bull's Eye! (Prestige, 1968)

Avec Joe Henderson
- Page One (1963)
- Our Thing (1963)
- In 'n Out (1964)

Avec Ernie Henry
- Presenting Ernie Henry (Riverside, 1956)
- Last Chorus (Riverside, 1956–57)

Avec Andrew Hill
- Point of Departure (1964)

Avec Milt Jackson
- Roll 'Em Bags (Savoy, 1949)
- Invitation (1962)

Avec Clifford Jordan
- Starting Time (Jazzland, 1961)
- In the World (Strata-East, 1969 [1972])

Avec Harold Land
- Eastward Ho! Harold Land in New York (Jazzland, 1960)

Avec Abbey Lincoln
- That's Him! (Riverside, 1957)
- It's Magic (1958)
- Abbey Is Blue (1959)

Avec Jackie McLean
- Vertigo (Blue Note, 1962)

Avec John Mehegan
- Casual Affair (1959)

Avec Gil Mellé
- Gil's Guests (1956)

Avec Helen Merrill
- You've Got a Date with the Blues (1959)

Avec Hank Mobley
- Mobley's 2nd Message (1956)
- Curtain Call (Blue Note, 1957)

Avec Thelonious Monk
- Genius of Modern Music: Volume 2 (Blue Note, 1952)

Avec Oliver Nelson
- Meet Oliver Nelson (New Jazz, 1959)
- Zodiac (1968)

Avec Cecil Payne
- Patterns of Jazz (Savoy, 1956)
- Zodiac (Strata-East, 1968 [1973])

Avec Max Roach
- Max Roach + 4 (EmArcy, 1956)
- Jazz in ¾ Time (EmArcy, 1957)
- The Max Roach 4 Plays Charlie Parker (EmArcy, 1958)
- MAX (Argo, 1958)

Avec Sonny Rollins
- Moving Out (Prestige, 1954)
- Rollins Plays for Bird (Prestige, 1956)
- Sonny Boy (Prestige, 1956 [1961])

Avec A. K. Salim
- Pretty for the People (Savoy, 1957)

Avec Horace Silver
- Horace Silver and the Jazz Messengers (Blue Note, 1956)

Avec Cecil Taylor
- Coltrane Time|Hard Driving Jazz (1958)

Avec Cedar Walton
- Cedar! (Prestige, 1967)

Avec Randy Weston
- Live at the Five Spot (United Artists, 1959)

Avec Barney Wilen
- Barney (1959)
- Un Temoin Dans La Ville (1959)

Avec Phil Woods
- Pairing Off (1956)

### Albums en hommage
- Don Sickler, Music of Kenny Dorham (1994)
- The Charles Davis All Stars, A Tribute to Kenny Dorham (2010)
- Jay Sanders, Jay Sanders Plays the Music of Kenny Dorham (2011)